# Ea-nāṣir

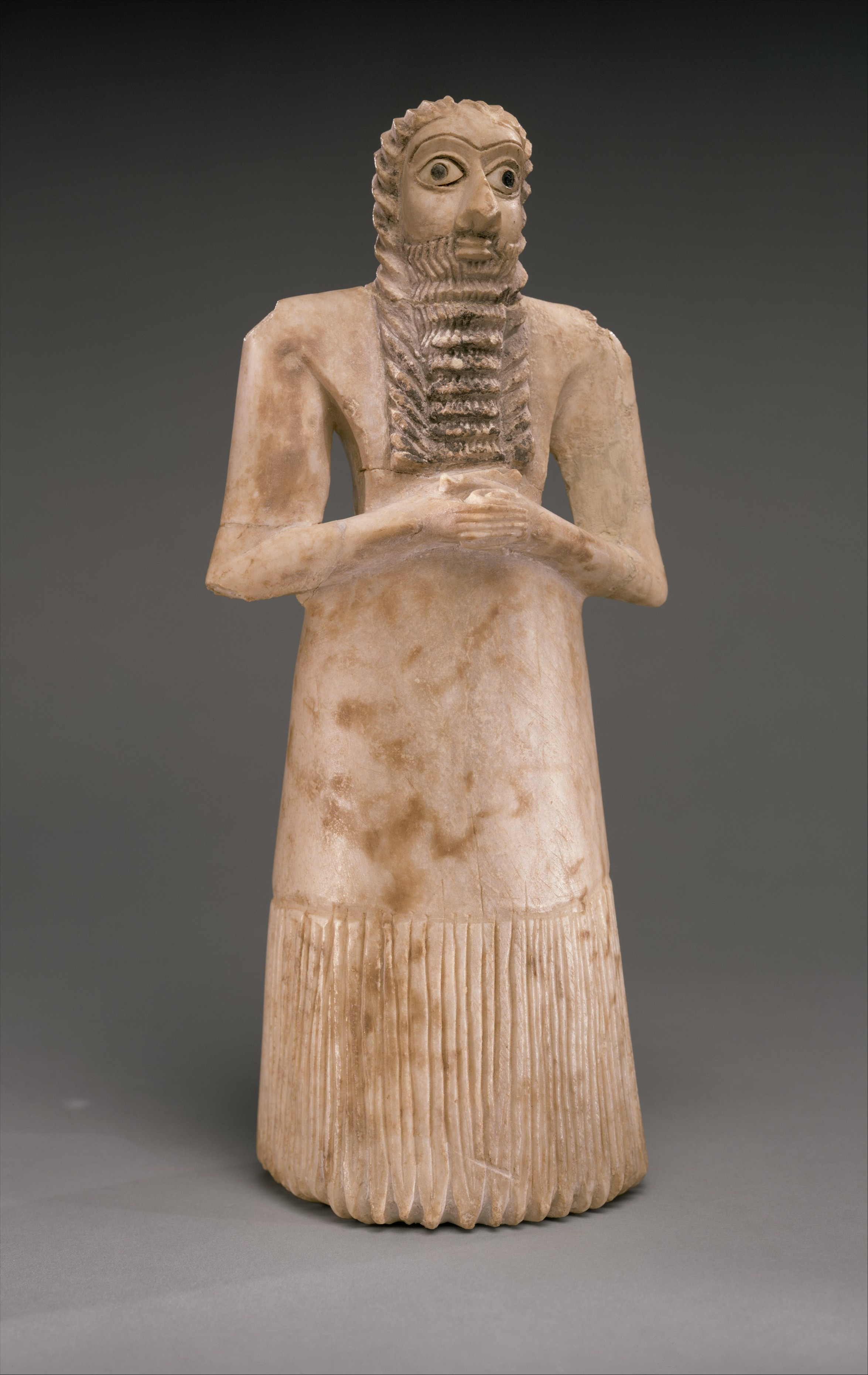
O statuetă a unui credincios sumerian în picioare, făcută în jurul 2900-2600 î.Hr., de multe ori folosită pentru a-l ilustra pe Ea-nāṣir în cultura populară

O schematică a interiorului unei case babiloniene găsită în ruinele orașului Ur, care ar fi putut fi casa lui Ea-nāṣir

Ea-nāṣir (în akkadiană: 𒂍𒀀𒈾𒍢𒅕, lit „Ea este gardianul (lui)”, pronunție în akkadiană /ˈe.a ˈnaːt͡sʼiʁ/) a fost un negustor de cupru care a trăit în orașul Ur la mijlocul secolului al XVIII-lea î.Hr. A fost un membru al Alik-Tilmun, o breaslă de negustori bazată în Dilmun, și a fost activ între anii 11 și 19 ai domniei regelui Rim-Sîn I. Este cel mai bine cunoscut pentru o plângere scrisă de Nanni, care îl acuză că i-a vândut cupru de proastă calitate.

## Tăblița cu reclamația
Ea-nāṣir este cel mai cunoscut pentru o plângere a clientului scrisă de Nanni în 1750 î.Hr. Conform plângerii, Ea-nāṣir a fost de acord să vândă niște lingouri de cupru lui Nanni, după care i-a prezentat servitorului lui Nanni lingouri de proastă calitate, tratându-l cu dispreț și subminându-l, și a afirmat echivalentul vechi-babilonian al expresiei „ia-l sau nu”. Înfuriat, Nanni a scris:
„Cine sunt eu de mă tratezi astfel și mă jignești (ia-a-ti a-na ki(!)-ma ma-an-ni-im tu-ši-im-ma-ni-[i]-ma ki-a-am tu-me-i[š-an]ni, liniile 16-18); (că acest lucru se poate întâmpla între) domni cum suntem (amândoi)! (ma-a-ri a-we-li ki-ma ne-ti, linia 19). Este cineva printre comercianții Telmun care a acționat (vreodată) împotriva mea în acest fel (i-na a-li-ik Te-el(!)-mu-un ma-an-nu-um ša kci-a-am i-pu-ša-an-ni-i-ma liniile 26-27)?”
Ca răspuns, Ea-nāṣir a scris:
„Eu însumi am dat din cauza ta 19 talanți de cupru palatului și Sumi-abum a dat (la fel) 18 talanți de cupru, în afară de documentul sigilat pe care l-am predat amândoi templului lui Shamash.”

## Alte tăblițe
Alte tăblițe au fost găsite în ruinele despre care se crede că au fost locuința lui Ea-nāṣir. Acestea includ o scrisoare de la un bărbat pe nume Arbituram care se plângea că nu și-a primit încă cuprul, în timp ce o altă tăbliță spunea că s-a săturat să primească cupru prost.

## În cultura populară
Ea-nāṣir și tăblița cu reclamația lui Nanni au devenit o memă populară pe internet, în special pe Tumblr, Reddit, 4chan, unde utilizatorii încărcau imagini și texte amuzante cu tăblița (expusă în prezent la Muzeul Britanic) sau cu o statuetă a unui credincios sumerian (vezi poză), statuie care a început să fie asociată cu Ea-nāṣir, deși sculptura îl precede cu mii de ani. Prima apariție a acestei meme pare să fi fost pe Tumblr, în 2015, cu utilizatori care vorbesc unii cu alții despre absurditatea situației și asemănarea ei cu recenziile online din ziua de azi. Tăblița este recunoscută drept „cea mai veche plângere scrisă a unui client” de Guinness World Records.